# Žilov
Žilov je obec v okrese Plzeň-sever v Plzeňském kraji. Žije v ní 457 obyvatel.

## Historie
První písemná zmínka o obci pochází z roku 1269.
V roce 1852 ve vsi hrabě Jan z Lobkovic provozoval vitriolovou huť.

## Obyvatelstvo
| Rok            | 1869 | 1880 | 1890 | 1900 | 1910 | 1921 | 1930 | 1950 | 1961 | 1970 | 1980 | 1991 | 2001 | 2011 | 2021 |
| -------------- | ---- | ---- | ---- | ---- | ---- | ---- | ---- | ---- | ---- | ---- | ---- | ---- | ---- | ---- | ---- |
| Počet obyvatel | 343  | 415  | 409  | 415  | 469  | 439  | 497  | 384  | 415  | 346  | 372  | 376  | 383  | 427  | 470  |
| Počet domů     | 48   | 53   | 52   | 55   | 63   | 70   | 82   | 89   | 91   | 91   | 98   | 107  | 113  | 117  | 142  |

## Obecní správa

### Části obce
- Žilov
- Stýskaly

V letech 1961–1991 k obci patřila i Tatiná.

### Obecní symboly
Znak a vlajka byly obci uděleny rozhodnutím předsedy Poslanecké sněmovny Parlamentu České republiky dne 14. ledna 2000. Je na nich vyobrazena paprskoploutvá ryba Acrolepis gigas, žijící v období permu, jejíž pozůstatky byly v blízkosti Žilova nalezeny po velké povodni v roce 1872.